# Quan hệ Đài Loan – Tòa Thánh
Quan hệ giữa Tòa Thánh và Trung Hoa Dân Quốc (ngày nay còn được gọi là Quan hệ Đài Loan - Tòa Thánh) được thành lập ở cấp độ phi ngoại giao vào năm 1922 và ngoại giao từ năm 1942. 
Tòa Thánh là một trong số ít các quốc gia còn công nhận chính phủ Trung Hoa Dân Quốc (Đài Loan) là đại diện cho toàn Trung Quốc. Vì thế trong danh mục liệt kê ngoại giao, họ vẫn dùng danh xưng đơn giản là "Trung Quốc", và được xếp theo trật tự bảng chữ cái Latinh Điều này có thể gây nhầm lẫn, vì trên thực tế, họ không có mối liên hệ nào với chính phủ Trung Quốc (Cộng hòa Nhân dân Trung Hoa) ngày nay.

## Lịch sử
Năm 1922, Tổng giám mục Celso Benigno Luigi Costantini được bổ nhiệm làm Khâm sứ Tòa Thánh tại Trung Hoa Dân Quốc. Mặc dù Tổng giám mục Costantini không có tư cách ngoại giao, chính phủ Trung Quốc đã trao cho ông những danh hiệu tương tự như những người được cấp cho quân đoàn ngoại giao được công nhận cho Trung Quốc tại tang lễ của Tôn Trung Sơn năm 1925. Tổng giám mục Costantini rời Trung Quốc năm 1933 và được kế nhiệm bởi Tổng giám mục Mario Zanin, người cũng được trao tất cả các danh dự dành cho Toàn quyền Tổng trưởng. Toà Thánh công nhận nước Cộng hòa Trung Hoa là đại diện của Trung Quốc.
Vào ngày 8 tháng 4 năm 2005, Tổng thống Trần Thủy Biển đại diện cho "Trung Quốc" và tham dự lễ tang của Giáo hoàng Gioan Phaolô II. Vào tháng 3 năm 2013, Tổng thống Mã Anh Cửu đã viếng thăm Thành quốc Vatican để tham dự lễ nhận chức vụ Giáo hoàng của Giáo hoàng Phanxicô. Tuy nhiên, không có giáo hoàng nào - kể cả Gioan Phaolô II, cho đến nay giáo hoàng được du hành nhiều nhất - đã từng đến thăm các khu vực được kiểm soát bởi chính phủ Cộng hòa Trung Quốc.

## Hiện trạng
Như thường lệ đối với các nước duy trì quan hệ ngoại giao với Trung Hoa Dân Quốc, Tòa Thánh trong ngoại giao công nhận chính phủ Trung Hoa Dân Quốc là chính phủ đại diện của Trung Quốc. Kết quả là, khi sắp xếp theo thứ tự bảng chữ cái với các nguyên thủ quốc gia khác trong các nghi lễ Vatican, các Tổng thống Trung Hoa Dân Quốc được sắp xếp theo "Chine", tiếng Pháp cho "Trung Quốc" (tiếng Pháp là ngôn ngữ ngoại giao của Tòa Thánh).
Mặc dù Tòa Thánh vẫn duy trì một tòa sứ thần (tương đương một tòa đại sứ) tại Đài Bắc nhưng họ đã triệu hồi và không bổ nhiệm thêm bất kỳ chức vụ Sứ thần Tòa Thánh (tương đương đại sứ) nào tại đây kể từ năm 1971 - thời điểm chính phủ Trung Hoa Dân Quốc bị thay thế bởi chính phủ Bắc Kinh tại Liên Hiệp Quốc. Các sự vụ ngoại giao của Tòa Thánh tại Đài Bắc do một đại biện lâm thời phụ trách.
Phía Chính phủ Đài Loan vẫn duy trì tòa đại sứ Đài Loan cạnh Tòa Thánh đặt tại Roma, Ý. Các sự vụ ngoại giao do "Văn phòng đại diện Đài Bắc tại Ý" kiêm nhiệm.